# John W. Cassingham
Pour les articles homonymes, voir Cassingham.
John W. Cassingham (Coshocton, 22 juin 1840 - Coshocton, 14 mars 1930) est un homme politique américain.